# Antoine Gramusset
Antoine Gramusset (1740-1784) était un ressortissant français établi au Chili vers la fin de l’ère coloniale. Il fut l’un des trois principaux conjurés de la conspiration dite des Trois Antoine.

## Biographie
Né en 1740 dans le petit village bugiste de Prémillieu (actuellement dans l’Ain), Antoine Gramusset se rendit au Chili vers 1764. Une fois installé là-bas, il essaya d’abord de se faire prêtre, puis s’engagea, en tant que cadet, dans un régiment militaire composé d’étrangers. Peu après qu’il eut renoncé également à la carrière militaire, il tenta, sans succès, de faire fortune en se vouant à l’agriculture sur un domaine (hacienda) qui lui avait été cédé en location par le couvent de La Merced de Santiago. Enfin, il s’activa aussi comme inventeur, imaginant notamment une machine capable d’élever de l’eau à de grandes hauteurs, mais irréalisable.
En 1780, il s’associa à son compatriote Antoine Berney et au notable criollo chilien José Antonio de Rojas pour élaborer un projet secret visant à instaurer au Chili une république indépendante. Cette conspiration fut bientôt découverte, et Gramusset détenu, ainsi que ses compagnons, le 1er janvier 1781. Étant étranger, il fut envoyé comme prisonnier, conjointement avec Berney, d’abord à Lima, puis à Madrid en Espagne pour y passer en jugement. Cependant, le vaisseau qui les transportait, le San Pedro de Alcántara, fut surpris par une tempête et sombra au large des côtes de Portugal. Gramusset, l’un des seuls à survivre au naufrage, ne réussit toutefois pas à se rétablir et mourut trois mois plus tard. 